# برنادت کاتانئو
برنادت کاتانئو (۲۵ فوریه ۱۸۹۹–۲۲ سپتامبر ۱۹۶۳) از اعضای اتحادیه‌های صنفی و کمونیست فرانسوی بود. او به کار مطبوعاتی اشتغال داشت و دبیرکل کمیته جهانی ضد جنگ و فاشیسم بود. کاتانئو در کنفدراسیون عمومی متحد کارگران و حزب کمونیست فرانسه نیز نقش‌های مهمی ایفا کرد.

## زندگی
برنادت در ۲۵ فوریه ۱۸۹۹ در کوت-دارمور با زادنام «برنادت له‌لوارر» به دنیا آمد. پدرش کارگر راه‌آهن و مادرش یک دهقان بی‌سواد بود. خانواده او کاتولیک و از بریتون‌ها بودند و او در هنگام تحصیل توسط معلمش با ایده‌های سوسیالیستی آشنا شد. برنادت در سال ۱۹۱۹ به عنوان خیاط به پاریس رفت که در آنجا با ژان-باتیست کاتانئو آشنا شد و در سال ۱۹۲۲ با یکدیگر ازدواج کردند و دارای دو فرزند شدند.

## کارها

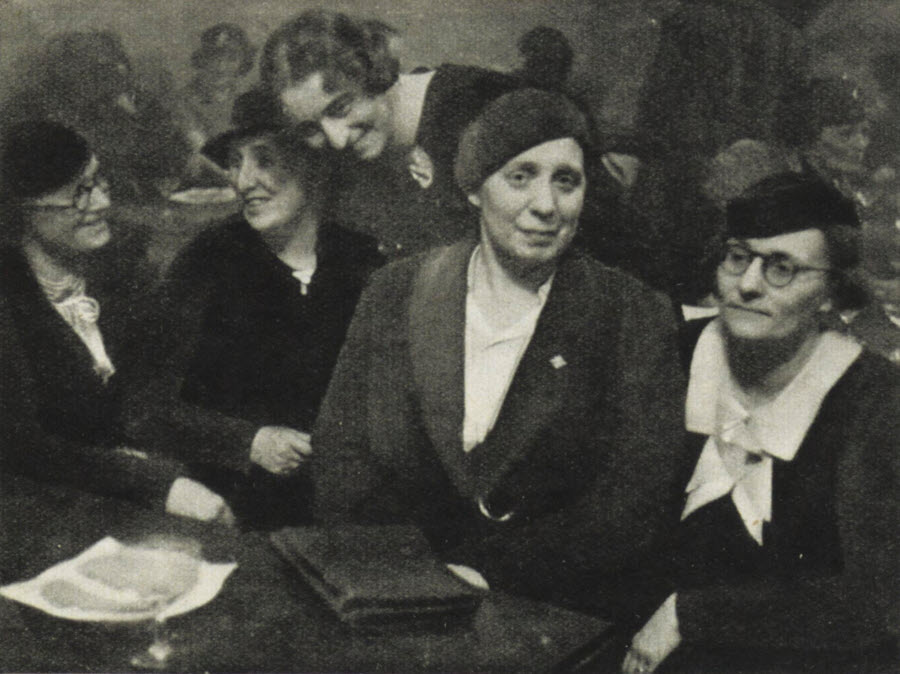
برنادت کاتانئو، لوس لانگوین، واندا لاندی، مارگاریتا نلکن و ماریا رابات در جشن پیروزی جبهه خلقی اسپانیا

برنادت که به مسائل زنان علاقه داشت در اواخر سال ۱۹۲۳ میلادی به حزب کمونیست فرانسه پیوست. او به دلیل راه‌اندازی یک اعتصاب به همراه شوهرش از کار اخراج شد و پس از آن به عنوان نویسنده در روزنامه زندگی جدید کارگران مشغول شد.
حزب کمونیست فرانسه پس از تجدید سازمان خود برنادت را به عنوان مسئول دپارتمان ۳۵ و عضوی از کمیسیون زنان تعیین کرد. کاتانئو در همین زمان عضوی از کنفدراسیون عمومی متحد کارگران نیز بود و در سال ۱۹۲۹ به سمت منشی آن رسید و در سال ۱۹۳۱ میلادی به مرکزیت آن ارتقا پیدا کرد. او در سال‌های ۱۹۲۹ تا ۱۹۳۶ در فرانسه و اروپا سفر می‌کرد تا در راه‌اندازی اعتصاب‌ها کمک کند.
برنادت کاتانئو در سطح بین‌المللی نیز حضوری فعال داشت و هنگام حضورش در پنجمین کنگره پروفینترن در سال ۱۹۲۸ میلادی با ژوزف استالین دیدار کرد و بعدها نیز ۱۱ بار دیگر به شوروی رفت. در سال ۱۹۳۴ میلادی گئورگی دیمیتروف برنادت را مسئول راه‌اندازی کمیته جهانی ضد جنگ و فاشیسم کرد. او در این مسیر از کمک‌های گابریل دوشین و ماریا رابات نیز بهره برد. این سه زن بعدها در تأسیس روزنامه «زنان در اقدام جهانی» Femmes dans l'action mondiale با یکدیگر همکاری داشتند.
برنادت در جنگ جهانی دوم با پیمان مولوتوف–ریبنتروپ و اتحاد هیتلر و استالین مخالف و به همین جهت در سال ۱۹۴۱ میلادی از حزب کمونیست فرانسه خارج شد و منطقه تحت اداره دولت ویشی رفت. کاتانئو در آنجا با مقاومت فرانسه نیز همکاری‌هایی داشت. پس از آزادی پاریس در سال ۱۹۴۴ میلادی برنادت به پاریس برگشت و با وجود آنکه دیگر از حزب کمونیست فاصله گرفته بود اما همچنان با بعضی از عناصر آن ارتباط داشت.
برنادت کاتانئو سرانجام در ۲۲ سپتامبر ۱۹۶۳ در بوش-دو-رون درگذشت.